# Station Valence-Ville
Station Valence-Ville is een spoorwegstation in de Franse gemeente Valence.